# Biru
Biru (chữ Tạng: འབྲི་རུ་རྫོང་; Wylie: bri ru rdzong; ZWPY: Biru Zong; tiếng Trung: 比如县; bính âm: Bǐrú Xiàn, Hán Việt:Bỉ Như huyện) là một huyện của địa khu Nagqu (Na Khúc), khu tự trị Tây Tạng, Trung Quốc.
==Thành phần dân cư năm 2000
| Dân tộc | Số dân | Tỷ lệ  |
| ------- | ------ | ------ |
| Tạng    | 44.867 | 99,21% |
| Hán     | 313    | 0,69%  |
| Bạch    | 11     | 0,02%  |
| Uyghur  | 9      | 0,02%  |
| Khác    | 22     | 0,05%  |

### Trấn
- Bỉ Như (比如镇)
- Hạ Khúc (夏曲镇)

### Hương
| - Bạch Dát (白嘎乡) - Dương Tú (羊秀乡) - Hương Khúc (香曲乡) - Đạt Đường (达塘乡) | - Trà Khúc (茶曲乡) - Lương Khúc (良曲乡) - Trát Lạp (扎拉乡) - Kháp Tắc (恰则乡) |